# Батурино (Асінівський район)
Бату́рино (рос. Батурино) — село у складі Асінівського району Томської області, Росія. Адміністративний центр Батуринського сільського поселення.

## Населення
Населення — 1783 особи (2010; 2082 у 2002).
Національний склад (станом на 2002 рік):
- росіяни — 96 %